# Grevillea versicolor
Grevillea versicolor är en tvåhjärtbladig växtart som beskrevs av Mcgill.. Grevillea versicolor ingår i släktet Grevillea och familjen Proteaceae. Inga underarter finns listade i Catalogue of Life.